# Związek Odrodzenia Rosji

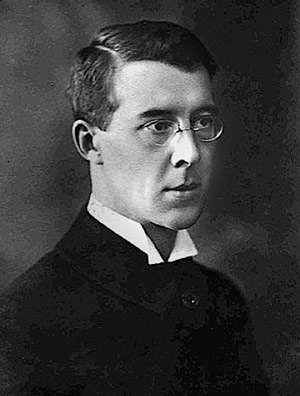
Pitirim Sorokin, jeden z członków ZOR

Związek Odrodzenia Rosji (ZOR) – szeroka koalicja demokratycznych partii antybolszewickich, utworzona po traktacie brzeskim (3 marca 1918) przez eserowców. Oprócz eserowców w Związku Odrodzenia Rosji uczestniczyli politycy partii kadetów, mienszewików i narodowych socjalistów (esefów). Partie te wygrały jedyne demokratyczne wybory parlamentarne w Rosji w grudniu 1917 i posiadały większość w rozpędzonym przez bolszewików 19 stycznia 1918  Wszechrosyjskim Zgromadzeniu Ustawodawczym (konstytuancie Rosji). U schyłku lata 1918, wobec wyjazdu większości członków z Moskwy i aresztowania przez Czeka Siergieja Mielgunowa faktycznie zaprzestał działalności.
Do działaczy Związku należeli m.in.:
- Boris Sawinkow – były wiceminister wojny w Rządzie Tymczasowym (gabinet Aleksandra Kiereńskiego)
- Nikołaj Awksientjew - minister spraw wewnętrznych w Rządzie Tymczasowym (gabinet Kiereńskiego)
- Pitirim Sorokin – redaktor „Woli Naroda”
- Wasilij Bołdyriew - generał
- Nikołaj Czajkowski - polityk eserowski, działacz Związku Miast
- Siergiej Mielgunow, historyk, działacz partii narodowo-socjalistycznej

Platforma polityczna Związku obejmowała:
- anulowanie traktatu brzeskiego
- przywrócenie Rosji w granicach 1914 (z wyjątkiem Królestwa Polskiego i Finlandii)
- odrodzenie gospodarki rosyjskiej
- przekazanie władzy dyrektoriatowi w okresie przejściowym do zwołania Wszechrosyjskiego Zgromadzenia Ustawodawczego

Stosunki między ZOR a KC partii eserowców były dość napięte (to ZOR a nie KC nawiązał formalne stosunki z Ententą).

## Literatura
- Geoffrey Swain, Wojna domowa w Rosji, Warszawa 2000.
- Richard Pipes, Rosja bolszewików, Warszawa 2005.